# 朗內爾斯 (愛荷華州)
朗內爾斯（英語：Runnells）是一個位於美國愛荷華州波爾克縣的城市。

## 地理
朗內爾斯的座標為41°30′45″N 93°21′25″W / 41.51250°N 93.35694°W，而該地的平均海拔高度為246米（即807英尺）。

## 人口
根據2010年美國人口普查的數據，朗內爾斯的面積為1.11平方千米，當中陸地面積為1.11平方千米，而水域面積為0.00平方千米。當地共有人口507人，而人口密度為每平方千米456人。